# Delia nivalis
Delia nivalis este o specie de muște din genul Delia, familia Anthomyiidae, descrisă de Griffiths în anul 1991.
Este endemică în Colorado. Conform Catalogue of Life specia Delia nivalis nu are subspecii cunoscute.